# 2009 au Kraï de Krasnodar
Cet article présente les faits marquants de l'année 2009 au Kraï de Krasnodar, en Russie.

## Évènements
- Lundi 23 mars 2009 : l'ancien ministre Boris Nemtsov, candidat à la mairie de Sotchi — ville hôte des jeux Olympiques d'hiver en 2014 — et un des chefs de file de l'opposition libérale, a été aspergé au visage d'ammoniac par des inconnus. Ancien ministre de l'Énergie sous Boris Eltsine, il fut l'un des fondateurs du l'Union des forces de droite (SPS), un parti d'opposition au Kremlin qui n'existe plus depuis fin 2008. Dans une lettre ouverte publiée dans Novaïa Gazeta, Boris Nemtsov a estimé que la ville n'était « pas prête à supporter l'immense charge — en termes de construction, d'écologie, de transport et de migration — que constitue l'aménagement des infrastructures olympiques ».
- Mardi 24 mars 2009 : multiplication des candidatures à la mairie de Sotchi — ville hôte des jeux Olympiques d'hiver en 2014 — 15 candidats déclarés pour jouer un rôle dans la préparation des J.O., dont Alexandre Lebedev (49 ans), ex-agent du KGB devenu milliardaire et défenseur autoproclamé de la liberté de la presse, Alexandre Lebedev, a déposé aujourd'hui sa candidature à la mairie de Sotchi, qui accueillera les Jeux olympiques d'hiver en 2014.
- Dimanche 26 avril 2009 :
  - Un journaliste américain, Keith Gessen du magazine The New Yorker est interpellé dans le bureau de vote 46-02 à Sotchi, ouvert pour les élections municipales. Il accompagnait les représentants du candidat Boris Nemtsov qui allaient porter plainte contre des irrégularités lors du scrutin. Le journaliste n'avait avec lui ni sa carte de journaliste, ni son accréditation.
  - Le candidat du parti pro-Kremlin, « Russie Unie » et maire en exercice de Sotchi, Anatoli Pakhomov est réélu très confortablement.